# Юность (альбом Ляпіса Трубецкого)
Юность — п'ятий студійний альбом групи Ляпис Трубецкой, який було випущено у вересні 2001 року.

## Список композицій
1. Сочи (4:30)
2. Некрасавица (4:01)
3. Юность (3:44)
4. Голуби (3:27)
5. Гоп-Хип-Хоп (3:07)
6. Карусели-Мельницы (2:44)
7. Золото-Магнит (4:24)
8. Бэби-плиз (4:53)
9. Канаплева (3:13)
10. Вилейка (4:02)
11. Лазерное Солнце (3:45)

## Над альбомом працювали
Сергій Міхалок — слова та музика.

### Музиканти
- Сергій Міхалок — вокал
- Павло Булатніков — вокал
- Руслан Владико — гітари, клавішні
- Дмитро Свиридович — бас-гітара (композиції 1, 3, 4, 5, 9, 10, 11).
- Олексій Зайцев — бас-гітара (композиції 2, 6, 7, 8).
- Павло Кузюкович — валторна
- Георгій Дриндін — труба
- Іван Галушко — тромбон
- Алексей Любавин — ударні, перкусія

### Зведення
- Андрій Кучеренко
- Язнур — сведение

## Про альбом
Робота над альбомом почалася восени 2000  року, тоді були записані композиції «Голуби», «Вилейка», «Лазерное солнце», «Гоп-Хип-Хоп». В березні 2001 року відбулася прем'єра кліпу «Голуби», а в липні того же року було знято відео на пісню «Сочи». В 2001-го гурт покинув бас-гітарист Дмитро Свиридович, йому в терміновому порядку знайшли заміну — басиста Олексія Зайцева.
Існує дві версії альбому — подарункова (жовтий сліпкейс, 12-сторінковий буклет з ілюстраціями О. Хацкевича, три бонус-відео: «Голуби», «Сочи» та «Саша і Сирожа») та ліцензійна (без сліпкейсу та бонус-відео, 4-сторінковий вкладиш).
Автор оформлення обкладинки — Ян Карпов.
Пісня «Золото-Магнит» початково називалася «Золотом Огни» та виконувалася «Ляпісами» на сцені з 1990-х років.
Композиція «Бэби плиз» являє собою рімейк композиціх «Вернись» 1999 року (в початковому варіанті композиція присятня на альбомі «Красота».
В період роботі над альбомом бцли записані композиції «Алые паруса», «Лучше, чем в Париже», «Танцевали до утра» (дует з Карлом Хламкіним), «Государство» (кавер-версія композиції групи «Гражданская оборона»), але не увійшли до нього.
Невдовзі після виходу альбому групу покинув барабанщик — Олексій Любавін. Його місце за ударними зайняв екс-учасник джаз-колективу «Apple Tea» Олександр Сторожук.